# Metropolia del Banato
La metropolia del Banato (in romeno: Mitropolia Banatului), è una delle metropolie (o province ecclesiastiche) della chiesa ortodossa rumena in Romania. 
La metropolia è stata eretta il 3 luglio del 1947 ed ha sede nella città di Timișoara, nella regione storica del Banato. 
L'attuale metropolita è Ioan Selejan.

## Organizzazione
La metropolia consta di 2 arcieparchie ed una eparchia:
- Arcieparchia di Timişoara
- Arcieparchia di Arad
- Eparchia di Caransebeș

## Elenco dei metropoliti
- Vasile Lazarescu 1947-1962
- Nicolae Corneanu 1962-2014
- Ioan Selejan 2014 - presente